# Cécred
Cécred (prononcé « sacred ») est une marque de soins capillaires américaine, fondée en 2024 par la chanteuse et compositrice Beyoncé. Entièrement autofinancée, la marque est conçue pour tous les types de cheveux. Après six ans de développement, Cécred a été lancée en février 2024 et a reçu un accueil positif de la part des critiques.
Cécred a connu un succès rapide, atteignant deux millions de clients payants au cours de ses six premiers mois sur le marché.

## Contexte et développement
Cécred est une marque de soins capillaires développée et lancée en 2024 par l'auteure-compositrice-interprète américaine Beyoncé,, La marque a été développée pendant plus de six ans avant son lancement, ce qui comprenait le développement du produit et des essais cliniques, en laboratoire et en salon,,. Les produits ont été évoqués pour la première fois en mai 2023, lorsque Beyoncé a partagé une publication Instagram d'elle prenant soin de ses cheveux naturels avec un fer à friser entouré de bouteilles d'échantillons non étiquetées.
En décembre 2023, les fans ont remarqué que les designs des produits Cécréd ont été révélés silencieusement dans Renaissance : Un film de Beyoncé dans une scène en coulisses,.
Le 6 février 2024, Beyoncé a publié une vidéo sur les réseaux sociaux annonçant le nom de la marque et la date de lancement, le 20 février. Sous-titrée « Les cheveux sont sacrés », la vidéo présentait des clips d'une Beyoncé plus jeune dans le salon de coiffure de sa mère (Tina Knowles), ainsi que des femmes avec une variété de textures de cheveux (y compris Beyoncé) dont les cheveux étaient soignés, Tina Knowles est la vice-présidente de la marque.
Cécred a fait ses débuts le 20 février 2024 avec une collection de base composée de huit produits, « inspirés par les rituels capillaires de cultures du monde entier [...] intégrant une variété de beurres, huiles, miel et eau de riz fermentée pour nourrir les cheveux, tout en les nettoyant, les conditionnant et les réparant visiblement ». Le jour du lancement, Cécred a également annoncé la création d'une bourse annuelle en collaboration avec la fondation caritative de Beyoncé, BeyGood, afin de soutenir financièrement les étudiants en cosmétologie et les coiffeurs professionnels du secteur de la beauté. Une enveloppe de 500 000 dollars est allouée chaque année pour financer des bourses d'études en cosmétologie et des subventions pour les salons de coiffure dans cinq villes choisies pour leurs grandes communautés diversifiées de coiffeurs : Atlanta, Chicago, Houston, Los Angeles et Clementon.
L'événement de lancement de Cécred s'est déroulé le soir du 20 février, avec Beyoncé et sa mère Tina Knowles partageant leur vision : « [Cécred était] quelque chose dont nous parlions — un rêve — depuis les débuts de Destiny's Child avec le clip de Bills, Bills, Bills. Nous parlions de créer un espace sacré ».
Le 21 avril 2024, Beyoncé a partagé une vidéo sur ses réseaux sociaux montrant comment elle utilise les produits pour prendre soin de ses propres cheveux. Elle a déclaré : « Maintenir 25 ans de cheveux blonds sur des cheveux naturels, malgré toutes les expérimentations que j'ai faites, a joué un rôle énorme dans le développement des produits [Cécred]. C’est très difficile de garder des cheveux colorés sains et forts, mais [Cécred] est là. Tout est de qualité, sans raccourcis. [...] Je suis fière des ingrédients, je suis fière de la façon dont cela fait sentir les gens. Je suis fière que ce ne soit pas unidimensionnel et que ce soit adapté à de multiples textures ».
Le 1er août 2024, Cécred a commencé à élargir sa gamme de produits après son lancement initial. Une bougie parfumée a été dévoilée le 15 octobre 2024, accompagnée de deux nouveaux kits. Puis, le 29 novembre 2024, la marque a lancé des sweats à capuche aux couleurs de Cécred.

## Technologie
Beyoncé a déclaré qu'il ne pouvait pas trouver de technologie pour les cheveux qui fonctionne pour toutes les textures de cheveux, il a donc financé le développement d'une technologie de fermentation bioactive personnalisée de kératine pour Cécred. La protéine de laine naturelle d'origine éthique est rendue biodisponible et moléculaire en taille, imitant la kératine dans les cheveux humains pour réparer et renforcer les cheveux faibles ou endommagés de l'utilisateur, et pour pénétrer l'écorce des brins de cheveux individuels. Le ferment est activé par du miel infusé et des lactobacilles probiotiques qui agissent également comme hydratants. Dès leur lancement, les formules Cécred ont été infusées d'un parfum Temple Oud, comprenant des notes d'oud, de bois de santal australien, de musc chaud, de jasmin nocturne, de vétiver d'Haïti et de feuilles de violette.
Cécred a reçu des critiques positives de la part des critiques lors de son lancement. Sarah Jossel du Times l'a décrit comme « outrageusement bon » Carol Lee d' Elle a déclaré que « les produits ont fait leur magie » et que « après une seule séance de Cécred, mon cuir chevelu et mes cheveux se sont sentis transformés ». Julee Wilson de Cosmopolitan a été « impressionnée » par les résultats des produits de la gamme de lancement, décrivant ses cheveux comme « magnifiquement conditionnés » et affirmant que sa presse à soie a duré une semaine. Jessica Cruel d' Allure a décrit ses cheveux comme « transformés ».
Bustle a testé les produits de lancement sur deux éditeurs aux textures de cheveux opposées, Jordan Murray et Olivia Rose Rushing. À la fin, tous deux avaient intégré les produits dans leurs routines capillaires personnelles.